# Estádio Bento Freitas
Estádio Bento Freitas – wielofunkcyjny stadion, używany głównie przez piłkarzy nożnych w Pelotas, Rio Grande do Sul, Brazylia, na którym swoje mecze rozgrywa klub Grêmio Esportivo Brasil. Został on wybudowany w 1943 i otworzony 23 maja tego roku.